# Hospital Ibn Sina

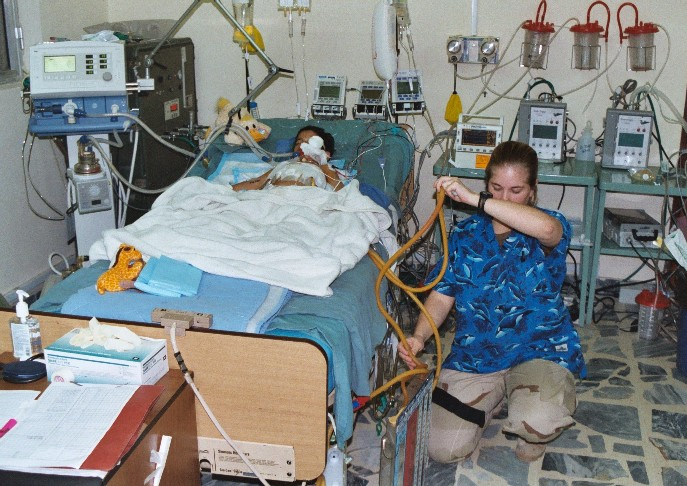
Unidad de cuidados intensivos del hospital Ibn Sina, Bagdad, Irak (abril de 2004).

El hospital Ibn Sina es un importante centro médico de Bagdad, Irak.

## Historia
Originalmente fue construido por cuatro médicos iraquíes: Modafar Al Shather, Kadim Shubar, Kasim Abdul Majeed y Claimant Sarqis a mediados del decenio de 1960. Al estar en la zona residencial del gobierno, lo que hoy en día es conocida como Zona Verde, el hospital fue usado por Saddam Hussein, su familia y miembros del Partido Baaz. Uday Hussein, hijo mayor de Saddam, fue hospitalizado después de ser herido en un fallido intento de asesinato a mediados del decenio de 1990. 
En la actualidad, la Zona Verde abarca el hospital, estando dirigido y protegido por las tropas de la coalición, operado principalmente por el Ejército de los Estados Unidos y sus unidades rotativas del Hospital de Apoyo al Combate como centro de  urgencias para los soldados y civiles gravemente heridos. También se han tratado a sospechosos y e insurgentes. La sala de urgencias ve un promedio de 300 pacientes al mes.
Ibn Sina se hizo particularmente famoso después del documental Baghdad ER, realizado por HBO, uno de los canales digitales por cable más populares de Estados Unidos.